# Blaasgentiaan
De blaasgentiaan (Gentiana utriculosa) is een plant de gentiaanfamilie. De plant komt vooral voor in bergachtige streken in Midden-Europa. De plant is herkenbaar aan zijn lange gevleugelde en opgeblazen kelk.

## Naamgeving enetymologie
- Synoniemen: Psalina utriculosa (L.) Raf., Hippion utriculosum (L.) F.W.Schmidt, Ericoila utriculosa (L.) Borkh., Ericala utriculosa (L.) G.Don, Calathiana utriculosa (L.) Holub

- Duits: Schlauch-Enzian
- Engels: Bladder Gentian
- Frans: Gentiane à calice renflé
- Italiaans: Genziana alata

De botanische naam Gentiana is ontleend aan Gentius, koning van Illyrië, die de genezende eigenschappen ontdekt zou hebben. De soortaanduiding utriculosa is afkomstig van het Latijnse utriculus (kleine zak of blaas) en slaat op de blaasvormige kelk.

## Kenmerken
De blaasgentiaan is een eenjarige plant, 8 tot 20 cm hoog, met een rechtopstaande, ongedeelde of karig vertakte, onbehaarde, weinig bebladerde bloemstengel. De blaadjes zijn klein, zittend, ovaal tot lancetvormig, met een enkele bladnerf, de bladrand met kleine papillen bezet, de onderste bladeren in een rozet geplaatst, de stengelblaadjes uitgespreid.
De eindstandige bloemen zijn felblauw gekleurd, in verhouding groot (20 tot 30 mm lang), gesteeld. De kelk is de helft zo lang als de kroon, ovaal, vijfkantig gevleugeld en opgeblazen, met vijf lancetvormige tanden. De kroon is trompetvormig met vijf diep ingesneden, puntig ovale slippen. 
De plant bloeit van mei tot augustus.

## Habitaten verspreiding
De blaasgentiaan komt vooral voor in vochtige graslanden in de bergen van Midden-Europa (Alpen, Vogezen), Italië en het Balkanschiereiland, op hoogtes van 300 tot 1700 m.
... · 
G. acaulis (Kochs gentiaan) · 
G. angustifolia (Smalbladige gentiaan) · 
G. asclepiadea (Zijdeplantgentiaan) · 
G. bavarica (Beierse gentiaan) · 
G. clusii (Grootbloemige gentiaan) · 
G. cruciata (Kruisbladgentiaan) · 
G. lutea (Gele gentiaan) · 
G. nivalis (Sneeuwgentiaan) · 
G. pneumonanthe (Klokjesgentiaan) · 
G. punctata (Gestippelde gentiaan) · 
G. purpurea (Purpergentiaan) · 
G. sino‑ornata (Chinese herfstgentiaan) · 
G. terglouensis (Triglav-gentiaan) · 
G. utriculosa (Blaasgentiaan) · 
G. verna (Voorjaarsgentiaan) · 
· ...